# Erich Keßler (Verwaltungsjurist)
Erich Hermann Ernst Keßler (* 15. Juli 1899 in Memel, Deutsches Reich; † 7. Februar 1989 in Bad Neuenahr) war ein deutscher Ministerialbeamter.

## Leben
Kessler studierte Rechtswissenschaft an der Universität Königsberg. Seit 1918 war er Mitglied der Burschenschaft Teutonia Königsberg (später Burschenschaft Teutonia Königsberg und Germania Greifswald vereinigt zu Marburg). Ab 1933 war er in den Polizeipräsidien von Recklinghausen und Wuppertal beschäftigt und danach im Oberpräsidium von Königsberg i. Pr. als Referent für Polizeiwesen. 1934 bis 1936 hatte er im Regierungsbezirk Gumbinnen die Stellung als Regierungsvizepräsident. Er wurde Landrat im Kreis Stormarn (1937–1940) sowie vertretungsweise im Kreis Eiderstedt (1938–1939) und im Landkreis Kattowitz (1943).
Keßler diente als Regierungsvizepräsident im von den Deutschen annektierten Kattowitz vom 21. Oktober 1943 bis zum September 1944. Im Regierungsbezirk lagen mit dem Vernichtungslager Auschwitz und dem Zwangsghetto Będzin zwei Orte des deutschen Massenmordes an den Juden.
Kessler war ab 1933 Mitglied der SA im Rang eines Oberscharführers. Zum 1. Mai 1933 trat er der NSDAP bei (Mitgliedsnummer 1.696.244).
1944 bis 1945 arbeitete er für das Reichsministerium des Innern, 1948 bis 1949 am Rechnungshof des Deutschen Reiches – Britische Zone, 1949 bis 1964 BMI, dort Leiter der Unterabteilung I B bzw. (ab 1953) I C (Verwaltung, Verwaltungsgerichtsbarkeit, ab 1952 zudem: Kommunalwesen).